# Notochodaeus lanyuensis
Notochodaeus lanyuensis är en skalbaggsart som beskrevs av Ochi, Masumoto och Li 2006. Notochodaeus lanyuensis ingår i släktet Notochodaeus och familjen Ochodaeidae. Inga underarter finns listade i Catalogue of Life.